# Двірниче
Двірни́че — звичаєвий податок у Молдові та на Буковині в 17—18 ст., що виплачувався правителю Верхньої Молдови за перегін через його територію худоби (волів, коней, корів).
Розмір Двірничого в тогочасній австрійській валюті коливався від 4,5 крейцерів за корову до 7,5 крейцерів за вола (1775).
Було скасоване австрійцями.